# Thomas Burns
Pour les articles homonymes, voir Burns.
Thomas Matthew Burns (né le 3 juin 1944 à Belfast) est un ecclésiastique britannique de confession catholique. Il est ordonné évêque en 2002, et occupe successivement la tête de l'ordinariat militaire de Grande-Bretagne puis du diocèse de Menevia.

## Formation et premiers postes
Thomas Burns fait ses études dans des établissements tenus par les pères maristes, d'abord au St Mary’s College de Blackburn, puis à la Winslade School d'Exeter. Il demande à entrer dans les ordres et à rejoindre lui aussi la société de Marie. Il reçoit l'ordination sacerdotale en 1971. 
Il entreprend des études de théologie à l'université de Londres, conclues par un Honours Degree in Divinity, et y décroche aussi un diplôme en commerce. Il prend un premier poste à la paroisse mariste de Whitechapel dans l'East End de Londres tout en poursuivant ses études à l'Open University, dont il sort diplômé en Economics and Social Studies.

## Aumônier dans la Marine
En 1986, Thomas Burns devient aumônier de la Marine royale britannique. Après un temps de formation au Britannia Royal Naval College de Dartmouth, il sert à bord du HMS Drake, de la base navale de Devonport, puis des bâtiments de la 1re flottille (il croisera au large des Malouines, des pays du Golfe et des Caraïbes), et enfin au collège naval de Dartmouth. Après une période de deux ans passée à Rome, il reprend un poste d'aumônier dans la Marine, accompagnant les cadets lors de leurs premiers séjours en mer. Il entre dans une équipe œcuménique d'aumôniers, travaillant à bord du HMS Nelson et de la base navale de Portsmouth. En avril 1996, il participe à la mise sur pied d'une aumônerie pour les trois armes à Amport House, près d'Andover. Il devient prélat d'honneur en mai 1998 et aumônier catholique principal de la Marine.

## Évêque des forces armées
Le 24 mai 2002, le pape Jean-Paul II nomme Thomas Burns à la tête de l'ordinariat militaire de Grande-Bretagne. Le 18 juin suivant, il est sacré évêque par le cardinal Cormac Murphy-O'Connor, assisté des évêques Francis Walmsley et Patrick Kelly.
En avril 2007, Mgr Thomas Burns est accusé d'extrême naïveté après avoir félicité le gouvernement iranien pour la mansuétude qu'il a manifestée en libérant quinze marins britanniques accusés d'avoir violé les eaux territoriales iraniennes. Selon l'évêque, la libération de ces soldats n'est pas juste le fruit de la diplomatie, mais d'un acte de pitié inspiré par la religion ; il indique d'ailleurs avoir lancé un appel en ce sens à l'ayatollah Ali Khamenei.
En 2007, au cours d'une interview, l'évêque aux Armées dénonce les faiblesses de l'équipement des soldats servant en Afghanistan, indiquant qu'ils sont souvent mis en danger par la faiblesse de l'équipement, l'utilisation de véhicules obsolètes et d'équipements inadéquats. Il souligne l'obligation morale du gouvernement d'équiper ses troupes de façon convenable.

## Évêque de Menevia
Le 16 octobre 2008, le pape Benoît XVI nomme Thomas Burns à la tête du diocèse de Menevia, au pays de Galles. Il est installé le 1er décembre suivant dans sa cathédrale Saint-Joseph de Swansea en présence des deux cardinaux britanniques Cormac Murphy-O'Connor et Keith O'Brien .
Le 1er avril 2010, Thomas Burns célèbre les funérailles d'un soldat tué au combat en Afghanistan et critique à nouveau l'inadéquation du matériel, notamment le manque d'hélicoptères et de véhicules. Il s'interroge également sur l'inconsistance des institutions afghanes censées prendre le relais des forces internationales

## Sources
- (en) Biographie sur le site du diocèse
- (en) Fiche sur le site catholic-hierarchy